# Drapetis deceptor
Drapetis deceptor är en tvåvingeart som beskrevs av Charles Howard Curran 1929. Drapetis deceptor ingår i släktet Drapetis och familjen puckeldansflugor.
Artens utbredningsområde är Manitoba. Inga underarter finns listade i Catalogue of Life.